# USS Heermann (DD-532)
USS Heermann (DD-532) là một tàu khu trục lớp Fletcher được Hải quân Hoa Kỳ chế tạo trong Chiến tranh Thế giới thứ hai. Nó là chiếc tàu chiến duy nhất của Hải quân Mỹ được đặt theo tên Bác sĩ Hạm đội Lewis Heermann (1779–1833), người đã đặt nền tảng cho ngành Quân y của Hải quân Hoa Kỳ. Nó đã hoạt động cho đến hết Thế Chiến II, đặc biệt nổi bật trong Đơn vị Đặc nhiệm 77.4.3 (Taffy 3) vốn đã chiến đấu anh dũng trong Trận chiến ngoài khơi Samar vào tháng 10 năm 1944, là tàu khu trục duy nhất của Taffy 3 sống sót qua trận này, được tặng thưởng Đơn vị Tuyên dương Tổng thống, Đơn vị Tuyên dương Tổng thống (Philipines) cùng chín Ngôi sao Chiến trận. Sau một giai đoạn bỏ không, nó tiếp tục phục vụ cho đến năm 1957, được chuyển cho Argentina năm 1961 và hoạt động cùng Hải quân Argentina như là chiếc ARA Almirante Brown (D-20) cho đến khi bị tháo dỡ năm 1982.

## Thiết kế và chế tạo
Heermann được đặt lườn tại xưởng tàu của hãng Bethlehem Shipbuilding Corporation, ở San Francisco, California vào ngày 8 tháng 5 năm 1942. Nó được hạ thủy vào ngày 5 tháng 12 năm 1942; được đỡ đầu bởi bà Edward B. Briggs, phu nhân Đại úy Hải quân E. B. Briggs, chắt của Bác sĩ Heermann; và nhập biên chế vào ngày 6 tháng 7 năm 1943 dưới quyền chỉ huy của Hạm trưởng, Trung tá Hải quân Dwight M. Agnew.

## Lịch sử hoạt động

### 1943
Sau khi hoàn thành chạy thử máy huấn luyện ngoài khơi San Diego, California, Heermann gia nhập Đệ Ngũ hạm đội vào ngày 21 tháng 10 năm 1943 để tham gia Chiến dịch Galvanic, cuộc tấn công lên quần đảo Gilbert. Nó đi đến ngoài khơi đảo san hô Tarawa vào ngày 20 tháng 11 trong thành phần Lực lượng Tấn công phía Nam dưới quyền Chuẩn đô đốc Harry W. Hill. Các khẩu pháo của nó đã một tàu nhỏ đối phương trong vũng biển, và trong hai ngày tiếp theo đã trợ giúp lực lượng trên bờ bằng hỏa lực pháo hỗ trợ. Khi đảo này được bình định, nó quay trở về Trân Châu Cảng để sửa chữa và huấn luyện, trước khi lên đường vào ngày 23 tháng 1 1944 trong thành phần hộ tống cho một lực lượng vận chuyển lực lượng tấn công dự bị.

### 1944
Các con tàu di chuyển về phía Đông Kwajalein trong khi Lực lượng Viễn chinh Hỗn hợp dưới quyền Chuẩn đô đốc Richmond K. Turner đổ bộ lên hòn đảo san hô này vào ngày 31 tháng 1 năm 1944. Trong hai tuần lễ tiếp theo, Heermann tuần tra ngoài khơi Kwajalein và hoạt động bảo vệ cho các tàu sân bay hộ tống khi chúng tung ra các cuộc không kích hỗ trợ binh lính trên bờ. Sau đó nó di chuyển về phía đảo san hô Eniwetok, nơi nó tham gia bắn phá chuẩn bị xuống các đảo Japtan và Parry, bắn pháo hỗ trợ cho lực lượng đổ bộ, và tuần tra ngoài khơi đảo san hô.
Sau khi ghé qua Majuro và cảng Purvis, đảo Florida trong quần đảo Solomon, Heermann gia nhập Lực lượng Đặc nhiệm 39 trực thuộc Đệ Tam hạm đội vào ngày 18 tháng 3. Trong một tháng tiếp theo, nó xen kẻ nhiệm vụ hộ tống các đoàn tàu vận tải chở quân và tiếp liệu để chiếm đóng Emirau, và săn đuổi các sà lan tiếp liệu đối phương dọc theo bờ biển New Hanover.
Quay trở lại cảng Purvis vào ngày 3 tháng 6, Heermann tham gia bắn phá vịnh Fangelawa, New Ireland vào ngày 11 tháng 6, rồi truy lùng tàu ngầm đối phương dọc theo các tuyến hàng hải từ Solomon đến các quần đảo Admiralty, Caroline và Marshall cho đến ngày 26 tháng 6. Trong mùa Hè, nó bận rộn hộ tống tàu bè Hải quân và tàu buôn các loại đi Espiritu Santo, New Hebrides và Nouméa, New Caledonia.
Heermann rời cảng Purvis vào ngày 6 tháng 9 cùng một lực lượng tàu sân bay hộ tống dưới quyền Chuẩn đô đốc William Sample, để hỗ trợ trên không cho việc chiếm đóng quần đảo Palau. Sau khi được tiếp liệu tại cảng Seeadler thuộc quần đảo Admiralty, nó lên đường vào ngày 12 tháng 10 cùng một đội hỗ trợ hỏa lực cho chiến dịch nhằm tái chiếm Philippines.

#### Trận chiến ngoài khơi Samar
Heermann hộ tống các tàu vận chuyển và tàu đổ bộ đi đến các bãi đổ bộ tại Leyte, dưới quyền chỉ huy của Hạm trưởng vừa mới được thăng chức, Trung tá Hải quân Amos T. Hathaway. Nó gia nhập Đội đặc nhiệm 77.4, đội tàu sân bay hộ tống dưới quyền Chuẩn đô đốc Thomas L. Sprague, bao gồm ba đơn vị đặc nhiệm tàu sân bay hộ tống được biết đến như là "Taffies" do mã gọi truyền tin "Taffy 1", "Taffy 2" và "Taffy 3". Nó tham gia cùng các tàu khu trục USS Hoel (DD-533) và USS Johnston (DD-557) để hộ tống cho đơn vị "Taffy 3" của Chuẩn đô đốc Clifton Sprague, vốn bao gồm soái hạm USS Fanshaw Bay (CVE-70) của ông cùng năm tàu sân bay hộ tống khác.
Lúc bình minh ngày 25 tháng 10, "Taffy 3" có mặt về phía Đông đảo Samar, di chuyển về phía Bắc như đội hỗ trợ trên không phía Bắc; "Taffy 2" ở vị trí trung tâm tuần tra lối ra vào vịnh Leyte, và "Taffy 1" bảo vệ lối ra vào phía Nam, khoảng 130 dặm (210 km) về phía Đông Nam "Taffy 3" của Heermann. Lúc 06 giờ 45 phút, trinh sát viên của "Taffy 3" phát hiện hỏa lực phòng không về phía Bắc, và chỉ sau ba phút, họ chịu đựng hỏa lực hải pháo nặng nề từ Lực lượng Trung tâm Nhật Bản hùng mạnh dưới quyền Phó đô đốc Takeo Kurita, bao gồm bốn thiết giáp hạm, sáu tàu tuần dương hạng nặng, hai tàu tuần dương hạng nhẹ và 11 tàu khu trục, khởi đầu Trận chiến ngoài khơi Samar.
Cơ hội sống sót duy nhất của nhóm tàu chiến Hoa Kỳ nhỏ bé dưới sự tấn công của đối phương là rút lui về phía vịnh Leyte, hy vọng có được sự trợ giúp. Các tàu sân bay nhanh chóng phóng máy bay của chúng lên để tấn công các tàu chiến đối phương, trong khi các tàu hộ tống thả các màn khói ngụy trang để che giấu các tàu sân bay hộ tống.
Ở vào một vị trí tương đối an toàn bên phía rút lui của các tàu sân bay vào lúc trận chiến bắt đầu, Heermann bước vào chiến đấu khi di chuyển hết tốc độ xuyên qua đội hình của các tàu sân bay nhỏ, vốn sau khi phóng hết số máy bay ra đã hình thành nên một vòng tròn khi chúng rút lui về phía vịnh Leyte. Khói ngụy trang cùng các cơn mưa rào đã làm giảm tầm nhìn xuống thấp hơn 100 thước Anh (91 m), nên nó phải cẩn thận và khéo léo để tránh va chạm với các tàu bạn. Nó đã phải chạy lui hết tốc độ để né tránh tàu khu trục hộ tống USS Samuel B. Roberts (DE-413), rồi lại phải né tránh Hoel khi nó hình thành nên đội hình sau soái hạm của lực lượng hộ tống, chuẩn bị tấn công bằng ngư lôi.
Khi Heermann bắt đầu di chuyển, đạn pháo hạng nặng đối phương bắt đầu nổ vây quanh con tàu; nó chống trả bằng hải pháo 5 inch (130 mm) nhắm vào một tàu tuần dương hạng nặng Nhật Bản, chiếc Chikuma, trong khi nhắm bảy quả ngư lôi vào một tàu tuần dương khác, chiếc Haguro. Sau khi phóng xong số ngư lôi, nó đổi hướng để đối đầu một đội hình bốn thiết giáp hạm, mà hỏa lực hải pháo của chúng bắt đầu vây quanh con tàu. Chiếc tàu khu trục xoay các khẩu pháo nhắm vào thiết giáp hạm Kongō dẫn đầu đội hình, đồng thời phóng ba quả ngư lôi; rồi nhanh chóng tiếp cận thiết giáp hạm Haruna, mục tiêu của ba quả ngư lôi cuối cùng của nó vốn được phóng ở khoảng cách chỉ có 4.400 thước Anh (4.000 m). Tin rằng các quả ngư lôi của mình trúng đích, nó cơ động né tránh các loạt đạn pháo vây quanh con tàu khi rút lui. Ghi chép của phía Nhật Bản thu được sau chiến tranh cho thấy chiếc thiết giáp hạm Nhật đã né tránh được các quả ngư lôi của Heermann, nhưng bị chậm lại trong khi theo đuổi các tàu sân bay Hoa Kỳ. Thiết giáp hạm khổng lồ Yamato với những khẩu hải pháo siêu nặng 18,1 inch (460 mm) cũng bị tách ra khỏi trận chiến; nó bị kẹt giữa hai loạt phóng ngư lôi, và phải chạy lui trong gần 10 phút để tránh bị đánh trúng. Nó né tránh thành công hai loạt ngư lôi, nhưng không thể tham gia trở lại trận đánh.
Heermann di chuyển sang phía đuôi mạn phải của đội hình các tàu sân bay để tiếp tục thả thêm khói ngụy trang, rồi quay trở lại trận chiến vài phút sau đó, chen giữa các tàu sân bay hộ tống và một đội hình bốn tàu tuần dương hạng nặng đối phương. Nó đối đầu với Chikuma trong một trận đấu pháo tay đôi vốn gây hư hại đáng kể cho cả hai. Một loạt đạn pháo 8 inch (200 mm) bắn trúng đã làm ngập nước phần mũi tàu, đến mức mỏ neo phía mũi chạm xuống mặt nước; một trong các khẩu pháo của nó bị bắn hỏng, nhưng các khẩu pháo 5 inch (130 mm) còn lại tiếp tục bắn vào tàu đối phương, vốn cũng chịu đựng các đợt không kích trong suốt trận đánh. Hiệu quả kết hợp của pháo từ Heermann cùng bom, ngư lôi và hỏa lực bắn phá từ máy bay cất cánh từ tàu sân bay đã khiến Chikuma đắm trong khi cố gắng rút lui.
Trong khi Chikuma đổi hướng, tàu tuần dương hặng Tone nặng xoay các khẩu pháo của nó nhắm vào Heermann; chiếc tàu khu trục bắn trả cho đến khi nó đi đến một vị trí để thả khói ngụy trang cho các tàu sân bay. Vào lúc này, máy bay cất cánh từ "Taffy 2" dưới quyền Chuẩn đô đốc Felix Stump tập trung tấn công mạnh vào Tone đến mức nó bỏ dỡ trận chiến và rút lui. Cuộc tấn công từ các tàu khu trục và máy bay đã cứu được đội đặc nhiệm tàu sân bay hộ tống bị áp đảo về lực lượng. Hạm trưởng của Heermann, Trung tá Hải quân Amos Hathaway, được tặng thưởng Huân chương Chữ thập Hải quân do đã cơ động khéo léo chỉ huy can đảm trong trận này.

### 1945
Heermann rút lui về Kossol Passage để được sửa chữa tạm thời trước khi lên đường quay trở về Xưởng hải quân Mare Island để được đại tu toàn diện, vốn chỉ hoàn tất vào ngày 15 tháng 1 năm 1945. Nó quay trở lại khu vực Tây Thái Bình Dương để tham gia lực lượng đặc nhiệm tàu sân bay nhanh trong các cuộc không kích xuống chính quốc Nhật Bản, làm mất tinh thần người dân Nhật và chuẩn bị tâm lý cho việc đầu hàng. Trong Trận Iwo Jima, nó hỗ trợ các hoạt động trên bờ trong vai trò cột mốc radar phòng không và chống tàu ngầm. Vào ngày 20 tháng 3, nó đánh chìm một tàu nhỏ rồi giải cứu bảy thủ thủ từ con tàu bị đắm. Bảy ngày sau, nó tham gia đợt bắn phá ban đêm xuống Minami Daito Jima.
Đang khi hộ tống bảo vệ các tàu sân bay nhanh đã hỗ trợ lực lượng trên bờ trong Trận Okinawa, Heermann bắn trúng nhiều máy bay đối phương. Vào ngày 18 tháng 4, dưới sự giúp đỡ của các tàu khu trục Mertz (DD-691), McCord (DD-534), Collett (DD-730) và Uhlmann (DD-687) cùng máy bay từ tàu sân bay hạng nhẹ Bataan (CVL-29), nó đánh chìm tàu ngầm Nhật I-56, một tàu ngầm mẹ mang ngư lôi tự sát có người điều khiển Kaiten. Nó tiếp tục hỗ trợ các hoạt động của tàu sân bay ngoài khơi Okinawa, cho đến khi rút lui về vịnh Leyte để tiếp liệu và sửa chữa vào cuối tháng 6. Vào ngày 1 tháng 7, nó lên đường cùng lực lượng đặc nhiệm tàu sân bay nhanh cho các cuộc ném bom và bắn phá cuối cùng xuống chính quốc Nhật Bản, kéo dài trong năm tuần.
Vào ngày 15 tháng 8 năm 1945, Heermann đang làm nhiệm vụ cột mốc radar phòng không ở khoảng 200 mi (320 km) về phía Đông Nam Tokyo, lúc nhiều giờ đã trôi qua từ khi có thông báo chính thức về việc Nhật Bản đầu hàng kết thúc xung đột, một máy bay tấn công tự sát đã ló ra khỏi mây và đâm bổ vào Heermann. Nó bị hỏa lực phòng không của con tàu bắn rơi, một trong những hoạt động tác chiến cuối cùng của Thế Chiến II. Trong những tuần lễ tiếp theo, nó hoạt động hộ tống các tàu sân bay nhanh trong việc hỗ trợ trên không và giải cứu không-biển trong khi tướng Douglas MacArthur và đô đốc Chester Nimitz chuẩn bị cho việc chiếm đóng Nhật Bản. Con tàu tiến vào vịnh Tokyo vào ngày 16 tháng 9, và tiếp tục ở lại khu vực để hỗ trợ lực lượng chiếm đóng cho đến ngày 7 tháng 10, khi nó lên đường quay trở về Hoa Kỳ. được cho xuất biên chế tại San Diego vào ngày 12 tháng 6 năm 1946.

### 1951–1957
Heermann nằm trong thành phần dự bị tại San Diego cho đến khi được cho nhập biên chế trở lại vào ngày 12 tháng 9 năm 1951. Sau khi được huấn luyện tại chỗ và được bảo trì tại San Francisco, nó rời San Diego vào ngày 4 tháng 1 năm 1952 để chuyển sang cảng nhà mới Newport, Rhode Island, đến nơi vào ngày 23 tháng 1. Nó trải qua năm 1952 huấn luyện tại vùng biển ngoài khơi bờ Đông, kéo dài từ New England cho đến Virginia Capes, và tham gia các cuộc thực tập chống tàu ngầm và cơ động hạm đội vào mùa Đông tại vùng biển Caribe. Nó quay trở lại Newport để hoạt động dọc theo khu vực bờ biển Đông Bắc trong năm 1953, thực hiện chuyến đi sang Plymouth, Anh Quốc trong tháng 6 và tháng 7, rồi tham gia các cuộc thực tập chống tàu ngầm tại khu vực giữa Newport và Virginia Capes.
Heermann lên đường vào ngày 3 tháng 12 năm 1953 cho một chuyến đi vòng quanh thế giới, đi sang Yokosuka, Nhật Bản ngang qua kênh đào Panama, San Diego và quần đảo Hawaii. Sau khi được tiếp liệu trong hai ngày tại Yokosuka, nó đi đến Okinawa trong thành phần hộ tống cho cuộc thực tập đổ bộ của Sư đoàn 3 Thủy quân Lục chiến, tuần tra ngăn chặn để bảo vệ cho cuộc tập trận. Sau các cuộc cơ động tại khu vực giữa Triều Tiên, Iwo Jima và bờ biển phía Nam Nhật Bản, nó quay trở về Yokosuka để rồi lại lên đường tiếp nối hành trình vào ngày 22 tháng 5 năm 1954. Chiếc tàu khu trục đã ghé qua Hong Kong và Singapore trên đường đi sang kênh đào Suez, và trong Địa Trung Hải nó đã viếng thăm Port Said, Naples, Villefranche-sur-Mer và Barcelona trước khi quay trở về Newport vào ngày 17 tháng 7.
Trong một năm rưỡi tiếp theo, Heermann tham gia các cuộc thực tập huấn luyện dọc theo bờ biển Đại Tây Dương. Vào ngày 1 tháng 2 năm 1956, nó lên đường tham gia các cuộc tập trận của Đệ Lục hạm đội dọc theo bờ biển Liban, Israel và Ai Cập. Sang tháng 4, nó được Hoàng tử Rainier III mời đến cảng Monaco để đại diện cho Hoa Kỳ tham gia lễ kết hôn của ông với Công nương Grace Kelly từ ngày 19 đến ngày 24 tháng 4; chiếc tàu khu trục đã cử một đội vệ binh danh dự 40 người tham gia buổi lễ này. Từ Monaco, nó tham gia Đệ Lục hạm đội ngoài khơi Hy Lạp, rồi lên đường quay trở về Hoa Kỳ, về đến Fall River, Massachusetts vào ngày 28 tháng 5. Nó tiếp tục hoạt động từ Newport cho đến ngày 6 tháng 11, khi nó lại lên đường đi sang Địa Trung Hải, tham gia các cuộc thực tập chống tàu ngầm phối hợp cùng Hải quân Ý.
Sau khi viếng thăm trở lại Monaco theo lời mời của Hoàng tử Rainier và Công nương Grace, Heermann quay trở về vào ngày 20 tháng 2 năm 1957. Nó phục vụ như một tàu huấn luyện tác xạ ngoài khơi Newport cho đến ngày 30 tháng 6, khi cùng với tàu khu trục Charles J. Badger (DD-657) tham gia thành phần hộ tống chống tàu ngầm cho tàu sân bay Leyte (CV-32), trong một chuyến đi huấn luyện kéo dài hai tuần dành cho học viên sĩ quan thuộc Học viện Hải quân Hoa Kỳ. Con tàu được cho xuất biên chế tại Boston, Massachusetts vào ngày 20 tháng 12 năm 1957, và được đưa về đội Boston của Hạm đội Dự bị Đại Tây Dương.

### ARAAlmirante Brown(D-20)
Chiếc tàu khu trục được chuyển cho chính phủ Argentina mượn vào ngày 14 tháng 8 năm 1961, trong khuôn khổ Chương trình Viện trợ Quân sự, và phục vụ cùng Hải quân Argentina như là chiếc ARA Almirante Brown (D-20). Con tàu ngừng hoạt động và bị tháo dỡ vào năm 1982.

## Phần thưởng
Ngoài phần thưởng Đơn vị Tuyên dương Tổng thống và Đơn vị Tuyên dương Tổng thống (Philipines), Heermann còn được tặng thưởng chín Ngôi sao Chiến trận do thành tích phục vụ trong Thế Chiến II.